# Lovaglás az 1948. évi nyári olimpiai játékokon
Az 1948. évi nyári olimpiai játékokon a lovaglásban hat versenyszámot rendeztek.

## Éremtáblázat
(A rendező ország csapata és a magyar érmesek eltérő háttérszínnel, az egyes számoszlopok legmagasabb értéke, vagy értékei vastagítással kiemelve.)
| Az 1948. évi nyári olimpiai játékok éremtáblázata lovaglásban | Az 1948. évi nyári olimpiai játékok éremtáblázata lovaglásban | Az 1948. évi nyári olimpiai játékok éremtáblázata lovaglásban | Az 1948. évi nyári olimpiai játékok éremtáblázata lovaglásban | Az 1948. évi nyári olimpiai játékok éremtáblázata lovaglásban | Olimpia  |
| ------------------------------------------------------------- | ------------------------------------------------------------- | ------------------------------------------------------------- | ------------------------------------------------------------- | ------------------------------------------------------------- | -------- |
|                                                               | Ország                                                        | Arany                                                         | Ezüst                                                         | Bronz                                                         | Összesen |
| 1.                                                            | Franciaország (FRA)                                           | 2                                                             | 1                                                             | 1                                                             | 4        |
| 1.                                                            | Mexikó (MEX)                                                  | 2                                                             | 1                                                             | 1                                                             | 4        |
| 3.                                                            | Egyesült Államok (USA)                                        | 1                                                             | 2                                                             | 0                                                             | 3        |
| 4.                                                            | Svájc (SUI)                                                   | 1                                                             | 0                                                             | 0                                                             | 1        |
|                                                               |                                                               |                                                               |                                                               |                                                               |          |
| 5.                                                            | Svédország (SWE)                                              | 0                                                             | 1                                                             | 2                                                             | 3        |
| 6.                                                            | Spanyolország (ESP)                                           | 0                                                             | 1                                                             | 0                                                             | 1        |
|                                                               |                                                               |                                                               |                                                               |                                                               |          |
| 7.                                                            | Nagy-Britannia (GBR)                                          | 0                                                             | 0                                                             | 1                                                             | 1        |
| 7.                                                            | Portugália (POR)                                              | 0                                                             | 0                                                             | 1                                                             | 1        |
|                                                               |                                                               |                                                               |                                                               |                                                               |          |
| Összesen                                                      | Összesen                                                      | 6                                                             | 6                                                             | 6                                                             | 18       |

## Érmesek
| Az 1948. évi nyári olimpiai játékok érmesei lovaglásban | | | |
| Versenyszám                                             | Arany | Ezüst                                                                                                  | Bronz                                                                                               |
| Díjlovaglás egyéni                                      | Hans Moser Hummer · Svájc (SUI)                                                                                     | André Jousseaume Harpagon · Franciaország (FRA)                                                        | Gustaf Adolf Boltenstern, Jr. Trumf · Svédország (SWE)                                              |
| Díjlovaglás csapat                                      | Franciaország (FRA) · André Jousseaume Harpagon · Jean Saint-Fort Paillard Sous les Ceps · Maurice Buret Saint Quen | Egyesült Államok (USA) · Robert Borg Klingson · Earl Foster Thomson Pancraft · Frank Henry Reno Overdo | Portugália (POR) · Fernando Paes Matamas · Francisco Valadas Feitiço · Luís Mena e Silva Fascinante |
| Díjugratás egyéni                                       | Humberto Mariles Arete · Mexikó (MEX)                                                                               | Rubén Uriza Hatuey · Mexikó (MEX)                                                                      | Jean-François d'Orgeix Sucre de Pomme · Franciaország (FRA)                                         |
| Díjugratás csapat                                       | Mexikó (MEX) · Humberto Mariles Arete · Rubén Uriza Hatuey · Alberto Valdés Ramos Chihuahua                         | Spanyolország (ESP) · Jaime García Bizarro · José Navarro Morenes Quórum · Marcellino Gavilán Forajido | Nagy-Britannia (GBR) · Harry Llewellyn Foxhunter · Henry Nicoll Kilgeddin · Arthur Carr Monty       |
| Lovastusa egyéni                                        | Bernard Chevallier Aiglonne · Franciaország (FRA)                                                                   | Frank Henry Swing Low · Egyesült Államok (USA)                                                         | Robert Selfelt Claque · Svédország (SWE)                                                            |
| Lovastusa csapat                                        | Egyesült Államok (USA) · Frank Henry Swing Low · Charles Anderson Reno Palisade · Earl Foster Thomson Reno Rhythm   | Svédország (SWE) · Robert Selfelt Claque · Olof Stahre Komet · Sigurd Svensson and Dust                | Mexikó (MEX) · Humberto Mariles Parral · Raúl Campero Tarahumara · Joaquín Solano Malinche          |